# ТГМ9
ТГМ9 — опытный маневровый тепловоз с гидравлической передачей производства Людиновского тепловозостроительного завода.
Маневровый тепловоз с гидропередачей ТГМ9 разработан по заказу Министерства чёрной металлургии СССР и предназначался для замены тепловозов ТГМ4. На нём установлен дизельный двигатель 3А-6Д49 Пензенского завода, менее форсированый чем дизель 3А-6Д49 для тепловозов ТГМ6А. При частоте вращения вала в 810 об/мин дизель развивает мощность в 750 л. с. Это позволяет увеличить его моторесурс вдвое, по сравнению с дизелями для ТГМ6а, а также несколько лучшие тяговые характеристики (лучшее соотношение мощности и силы тяги при доведении сцепной массы до 90 т и снижении мощности дизеля).
На тепловозе ТГМ9 применены однорежимная силовая гидропередача (вместо поездного и маневрового режимов имеется один средний режим, компрессор производительностью 5 м³/мин, главный резервуар с увеличенным до 1,26 м³ объёмом. Более мощный компрессор обеспечивает хорошее управление разгрузкой думпкаров.
Масса тепловоза 72-80 т, сила длительного режима тяги при скорости 9 км/ч 157 кН (16000 кГ); конструкционная скорость 40 км/ч; минимальный радиус проходимых кривых 40 метров.
Построен в единственном экземпляре. С 1983 года работал маневровым тепловозом на ЗАО "Макеевский металлургический завод". В 2006 году был передан музею истории Донецкой железной дороги.